# 炎トリッパー
『炎トリッパー』（ファイヤートリッパー）は、高橋留美子の短編漫画作品である。1983年に週刊少年サンデー増刊号に掲載された読みきり作品であり、『高橋留美子傑作短編集2』に収録されている。また1985年にはOVAとしてアニメが製作され、一部地方テレビ局においてオンエアもなされた。なお本作品は、二重のタイム・パラドックスが展開されるなど一部SF的なものとなっているが、セーラー服姿の現代人の少女が戦国時代にタイムスリップするプロットは、後の高橋留美子による長編作品『犬夜叉』と共通している。

## あらすじ
17歳の高校生涼子（すずこ）は、近所にすむ少年周平とともにある日の夕方、ガス爆発事故に巻き込まれる。涼子が気付くと、そこは無数の屍が転がる戦国時代の合戦場。野盗に襲われた涼子は、戦国時代の16歳の少年宿丸に助けられる。「嫁」として宿丸の村に連れて行かれた涼子は、宿丸の家の着物の中に周平が着ていた洋服を見つけ、周平も戦国時代に来ていると知る。涼子は宿丸とともに周平を毎日のように探し回るうち、宿丸に惹かれるようになっていく。
そんなある日、涼子は、宿丸の妹すずが持っている「鈴」を見て驚愕する。実は涼子は、幼い日に河原にいるところを保護されたが、そのとき涼子が持っていた鈴と、すずの鈴は全く同じものであった。涼子はもし自分が宿丸の妹ならば、夫婦にはなれないと思い悩むようになる。やがて村が野盗の急襲を受け、炎に包まれた家の中からすずの姿が突然消失した。すずは幼い頃の涼子だったと涼子は確信する。直後、野盗の頭の攻撃から宿丸を庇った涼子もまた宿丸とともにタイムスリップした。彼女は生命の危険が及ぶような炎を見るとタイムスリップする「炎トリッパー」であった。
ふたりがタイムスリップしたのは、ガス爆発事故当日の昼過ぎ、事故が起きる数時間前。負傷した宿丸を手当てしていた涼子は、腹に盲腸の手術痕を見つける。実は周平は盲腸の手術をしたばかりであり、宿丸こそ成長した周平本人だった。タイムスリップの途中で二人の手が離れ、周平は涼子よりも前の時代にタイムスリップしていたのだ。このまま戦のない現代に残るか、生き抜くことも厳しい戦国時代へ戻るか。宿丸は戦国時代へ戻ることを望み、再びタイムスリップするため、二人はガス爆発が起こる現場へと立つ。そこに涼子と周平が来る姿を見た時、爆発が発生し再びタイムスリップして戦国時代の村に戻った二人は祝言（結婚式）をあげるのだった。

## 収録単行本
- 少年サンデーBOOKS 高橋留美子短編集 るーみっくわーるど1 （1984年5月、ISBN 4-09-121851-2 ※絶版）
- 高橋留美子傑作短編集2 （1995年2月、ISBN 4-09-121857-1）

## OVA
本作は高橋留美子作品では初めてOVA化され1985年12月16日に発売された。また、1986年3月21日より松竹富士系にて同じくOVA作品である『ザ・ヒューマノイド 哀の惑星レザリア』、『県立地球防衛軍』と合わせて劇場公開が行われた。
内容はほぼ原作を踏襲しているが、原作では、涼子と宿丸が戦国時代の村に戻った所で話が終了しているのに対し、OVAでは二人が祝言を挙げるシーンがラストに追加されているほか、涼子が養父母に対して感謝を感じている描写や、冒頭で未来（現代）に送られる涼子を目撃している高校生の涼子本人が一瞬だけ登場している等の追加がある。

### 声の出演
- 涼子 / すず - 島本須美
- 宿丸 - 水島裕
- 周平 - 田中真弓
- 赤馬 - 玄田哲章
- 名主 - 矢田耕司
- 捨吉 - 千葉繁
- ゴン - 西村智博
- 涼子の父 - 徳弘夏生
- 涼子の母 - 坪井章子
- 周平の母 - 峰あつ子
- サラリーマンの男 - 石森達幸
- 幼児 - TARAKO
- 野盗 - 中田譲治
- 野盗 - 西村知道
- 野盗 - 佐藤正治
- 見張りの男 - 菅原正志
- 村の男 - 笹岡繁蔵

### スタッフ
- 製作 - 小学館、スタジオぴえろ、小学館プロダクション、オービー企画
- 収録時間 - 48分 カラー ワイド
- プロデューサー - 布川ゆうじ、立原一
- 脚本 - 金春智子
- 監督 - 高橋資祐
- 演出 - 上村修
- アニメーションキャラクターデザイン - 青嶋克巳
- 背景 - プロダクション・アイ
- 作画監督 - 高橋資祐
- 美術監督 - 新井寅雄
- 撮影監督 - 藤田正明
- 音楽プロデューサー - 宇佐美廉
- 音楽 - 奥慶一

### 主題歌
オープニングテーマ「予感」
作詞 - 秋元薫 / 作曲 - 吉田美奈子 / 編曲 - 武部聡志 / 歌 - 秋元薫
エンディングテーマ「パラドックス」
作詞 - 秋元薫 / 作曲 - 秋元薫 / 編曲 - 武部聡志 / 歌 - 秋元薫

## サウンドトラック
るーみっくわーるどPART1炎トリッパー音楽篇
商品番号 LP版 JBX - 25079、CD版 VDR - 1132
音楽：奥慶一・歌：秋元薫
販売：ビクター音楽産業株式会社（当時）
このアルバムのライナーノーツに高橋留美子のインタビュー記事が掲載されている。
LP版発売は、1985年12月である。